# Festival Internacional de Cinema de Veneza

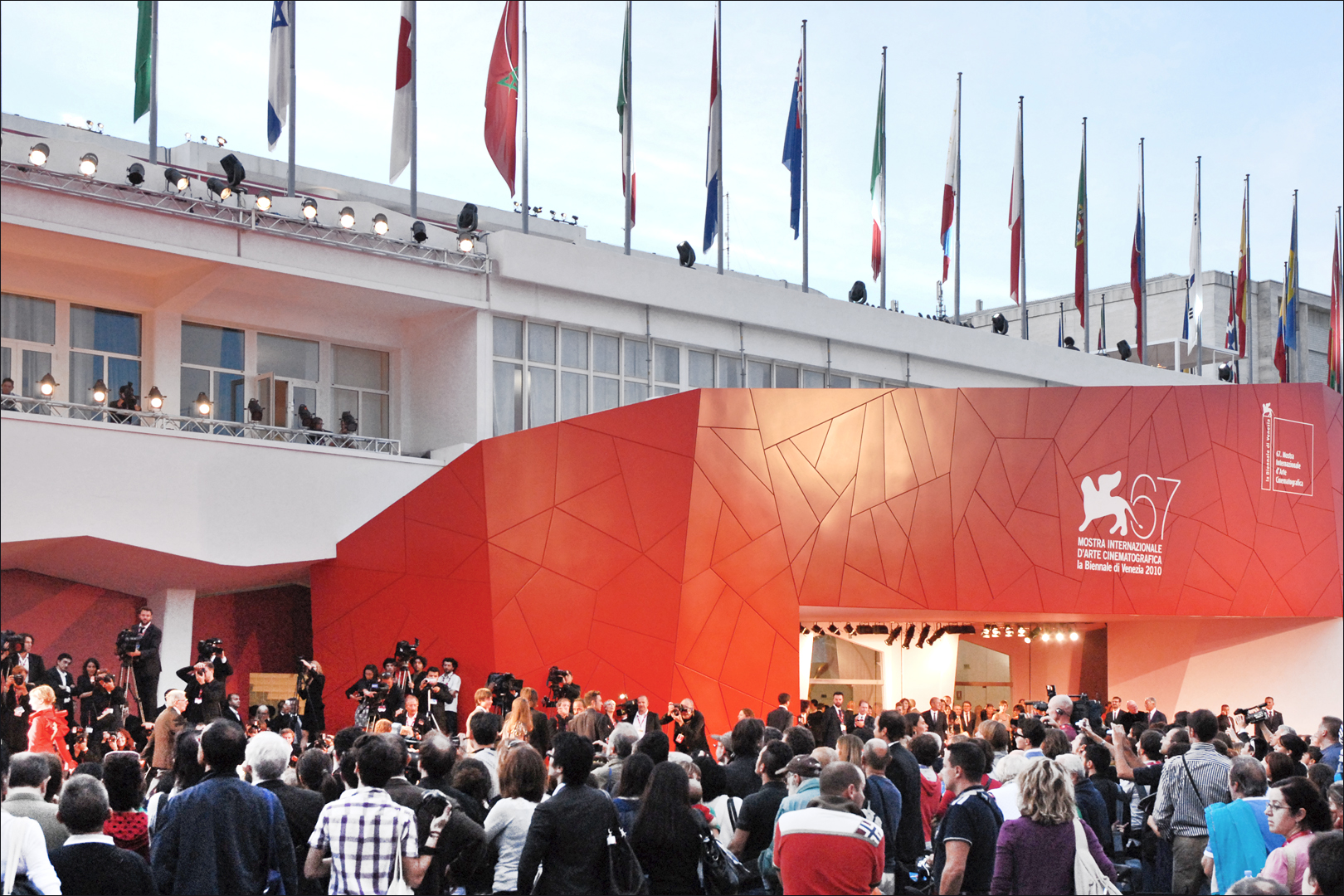
67º Festival Internacional de Cinema de Veneza, em 2010.

O Festival de Cinema de Veneza ou Festival Internacional de Cinema de Veneza (em italiano: Mostra Internazionale d'Arte Cinematografica della Biennale di Venezia, "Exposição Internacional de Arte Cinematográfica da Bienal de Veneza") é um festival anual de cinema realizado em Veneza, na Itália. É o festival de cinema mais antigo do mundo e um dos "Três Grandes" festivais, ao lado do Festival de Cannes e do Festival Internacional de Cinema de Berlim. Os "Três Grandes" são aclamados internacionalmente por dar aos criadores a liberdade artística de se expressarem através do filme. Ao lado do Festival de Cinema de Toronto, no Canadá, e do Festival de Cinema de Sundance, nos Estados Unidos, o grupo se expande nos "Cinco Grandes". Em 1951, a Federação Internacional de Associações de Produtores Cinematográficos (FIAPF) credenciou formalmente o festival.
Fundada por Giuseppe Volpi, membro do Partido Nacional Fascista e avô da famosa produtora Marina Cicogna, em Veneza em agosto de 1932, o festival faz parte da Bienal de Veneza, uma das exposições de arte mais antigas do mundo, criada pela Câmara Municipal de Veneza em 19 de abril de 1893. A gama de trabalhos na Bienal de Veneza agora abrange arte italiana e internacional, arquitetura, dança, música, teatro e cinema. Essas obras são experimentadas em exposições separadas: a Exposição Internacional de Arte, o Festival Internacional de Música Contemporânea, o Festival Internacional de Teatro, a Exposição Internacional de Arquitetura, o Festival Internacional de Dança Contemporânea, o Carnaval Infantil Internacional e o Festival Anual de Cinema de Veneza, que é sem dúvida o mais conhecido de todos os eventos.
O festival é realizado no final de agosto ou início de setembro na ilha de Lido, na Lagoa de Veneza. As exibições acontecem no histórico Palazzo del Cinema no Lungomare Marconi. O festival continua sendo um dos mais populares e de mais rápido crescimento do mundo.
O 80º Festival Internacional de Cinema de Veneza foi realizado de 30 de agosto a 9 de setembro de 2023. Devido à greve dos escritores nos Estados Unidos, esta edição teve menos atores e escritores americanos e os holofotes enfatizaram os europeus. Nesta edição, a cineasta italiana Liliana Cavani se tornou a primeira mulher premiada com o Leão Dourado.